# Observatorio de Črni Vrh
El Observatorio de Črni Vrh (del esloveno: Observatorij Črni Vrh) —código de la UAI: 106— es un observatorio situado en el oeste de Eslovenia, cerca de Črni Vrh en el municipio de Idrija.

## Historia
Las observaciones comenzaron en 1975, en un pequeño edificio que estaba equipado con instrumentos básicos y se encontraba a 4 km de su ubicación actual. Las primeras fotografías que se tomaron son del cometa West, el 4 de marzo de 1976. Para ello se utilizó un telescopio de 190 mm de apertura y una cámara analógica. El edificio actual fue construido en 1985, con el fin de disponer de una mejor ubicación para las observaciones. Durante los años de 1980 y principios de los 90 el observatorio se especializó en el estudio de cometas, para lo cual se encontraba adecuadamente equipado, incluyendo su propio laboratorio de revelado.
En 1989, llega desde el Observatorio Astronómico de la Universidad de Liubliana el astrónomo Bojan Dintinjana, quien comienza a experimentar con la fotografía digital. En 1990, Dintinjana instaló un telescopio de 360 mm equipado con una cámara CCD. Explotando las nuevas posibilidades, en 1992 se inicia el programa de fotometría CCD de cometas.
Accidentalmente, mientras se buscaba al cometa 119P/Parker-Hartley, el 30 de enero y el 1 de febrero de 1997 se hicieron los primeros descubrimientos de asteroides. Los cuales recibieron las denominaciones privisorias de 1998 CQ13 y 1998 BR8, respectivamente. Ese año se detectaron 7 asteroides nuevos. A finales de 1997, Jure Skvarč y Stanislav Matičič iniciaron la búsqueda sistemática en el cinturón de asteroides y de asteroides próximos a la Tierra.
En marzo de 2003 se inició el programa de búsqueda de cometas y asteroides «PIKA» (del esloveno: Program iskanja kometov in asteroidov), por sus siglas en esloveno. Ello gracias a haber sido beneficiados con el Programa Shoemaker Near-Earth Object Grant de la Sociedad Planetaria en su edición del año 2000, lo que les permitió financiar un telescopio de 600 mm de apertura y 3,3 de relación focal al que se llamó Cichocki; en honor a Bruno Cichocki, principal benefactor del observatorio. Dicho telescopio se encuentra equipado con un sensor CCD Finger Lake de 1k x 1k.
Tras obtener la subvención de la edición 2010, se pudo adquirir una cámara CCD de refrigeración profunda modelo Apogee Alta U9000, que aumenta la sensibilidad del sistema de imagen permitiendo observar objetos de menor magnitud aparente.

## Descubrimientos
Desde este observatorio y hasta julio de 2016 se han descubierto 420 asteroides, de los cuales ocho tienen nomenclatura definitiva. Estos últimos son:
| Asteroide           | Denominación provisoria | Fecha de descubrimiento  |
| ------------------- | ----------------------- | ------------------------ |
| (9674) Slovenija    | 1998 QU15               | 23 de agosto de 1998     |
| (14966) Jurijvega   | 1997 UO2                | 30 de julio de 1997      |
| (15071) Hallerstein | 1999 BN12               | 24 de enero de 1999      |
| (18845) Cichocki    | 1999 RY27               | 7 de septiembre de 1997  |
| (19612) Noordung    | 1999 OO                 | 17 de julio de 1999      |
| (19618) Maša        | 1999 PN3                | 11 de agosto de 1999     |
| (19633) Rusjan      | 1999 RX42               | 13 de septiembre de 1999 |
| (66667) Kambič      | 1999 TZ11               | 8 de octubre de 1999     |

En este observatorio, el astrónomo Stanislav Matičič el 18 de agosto de 2008 fotografió el cometa C/2008 Q1, el primero descubierto desde Eslovenia. Igualmente, el 16 de abril de 2010, Jan Vales observó por primera vez el cometa P/2010 H2. Aquella vez, los investigadores del Catalina Sky Survey habían escaneado la misma región del firmamento solo 15 horas antes, pero no lo detectaron.
Además, desde este observatorio se reportaron veintitrés supernovas, seis brotes de rayos gamma y tres estrellas variables.